# Relaciones San Cristóbal y Nieves-Venezuela
Las relaciones San Cristóbal y Nieves-Venezuela se refieren a las relaciones internacionales que existen entre San Cristóbal y Nieves y Venezuela.

## Historia
El 5 de junio de 2018, San Cristóbal y Nieves se abstuvo en una resolución de la Organización de Estados Americanos (OEA) aprobada en la cuarta sesión plenaria de la 48° Asamblea General en la cual se desconocían los resultados de las elecciones presidenciales del 20 de mayo, donde se proclamó como ganador a Nicolás Maduro.
San Cristóbal y Nieves volvió a abstenerse el 10 de enero de 2019 en una resolución del Consejo Permanente de la OEA en la que se desconocía la legitimidad del nuevo periodo presidencial de Maduro.